# Megachile vandeveldii
Megachile vandeveldii là một loài Hymenoptera trong họ Megachilidae. Loài này được Meunier mô tả khoa học năm 1888.